# Роенок-Рапідс (Північна Кароліна)
Роенок-Рапідс (англ. Roanoke Rapids) — місто (англ. city) в США, в окрузі Галіфакс штату Північна Кароліна. Населення — 15 229 осіб (2020).

## Географія
Роенок-Рапідс розташований за координатами 36°26′46″ пн. ш. 77°38′55″ зх. д. / 36.44611° пн. ш. 77.64861° зх. д. (36.446049, -77.648586).  За даними Бюро перепису населення США в 2010 році місто мало площу 25,85 км², з яких 25,76 км² — суходіл та 0,09 км² — водойми.

### Клімат
| Клімат : Роенок-Рапідс                                  | Клімат : Роенок-Рапідс | Клімат : Роенок-Рапідс | Клімат : Роенок-Рапідс | Клімат : Роенок-Рапідс | Клімат : Роенок-Рапідс | Клімат : Роенок-Рапідс | Клімат : Роенок-Рапідс | Клімат : Роенок-Рапідс | Клімат : Роенок-Рапідс | Клімат : Роенок-Рапідс | Клімат : Роенок-Рапідс | Клімат : Роенок-Рапідс | Клімат : Роенок-Рапідс |
| Показник                                                | Січ.                   | Лют.                   | Бер.                   | Квіт.                  | Трав.                  | Черв.                  | Лип.                   | Серп.                  | Вер.                   | Жовт.                  | Лист.                  | Груд.                  | Рік                    |
| Середній максимум, °C                                   | 9,4                    | 12,8                   | 16,7                   | 21,7                   | 25,6                   | 30,0                   | 32,2                   | 30,6                   | 27,8                   | 22,2                   | 17,2                   | 11,7                   | 21,7                   |
| Середній мінімум, °C                                    | −0,6                   | 0,0                    | 3,9                    | 8,3                    | 13,3                   | 18,9                   | 20,6                   | 20,0                   | 16,7                   | 10,0                   | 5,0                    | 1,1                    | 10,0                   |
| Норма опадів, мм                                        | 91                     | 78                     | 106                    | 91                     | 93                     | 100                    | 123                    | 115                    | 112                    | 82                     | 85                     | 85                     | 1161                   |
| ------------------------------------------------------- | ---------------------- | ---------------------- | ---------------------- | ---------------------- | ---------------------- | ---------------------- | ---------------------- | ---------------------- | ---------------------- | ---------------------- | ---------------------- | ---------------------- | ---------------------- |
| Джерело: NOAA (North Carolina Observed Climate Normals) |                        |                        |                        |                        |                        |                        |                        |                        |                        |                        |                        |                        |                        |

## Демографія
Згідно з переписом 2010 року, у місті мешкали 15 754 особи в 6437 домогосподарствах у складі 4180 родин. Густота населення становила 609 осіб/км².  Було 7085 помешкань (274/км²).
Расовий склад населення:
| - 63,6 % — білих - 31,2 % — чорних або афроамериканців - 1,7 % — азіатів - 0,6 % — корінних американців - 1,7 % — осіб інших рас |

До двох чи більше рас належало 1,3 %. Частка іспаномовних становила 3,2 % від усіх жителів.
За віковим діапазоном населення розподілялося таким чином: 26,3 % — особи молодші 18 років, 58,9 % — особи у віці 18—64 років, 14,8 % — особи у віці 65 років та старші. Медіана віку мешканця становила 37,9 року. На 100 осіб жіночої статі у місті припадало 84,8 чоловіків;  на 100 жінок у віці від 18 років та старших — 79,4 чоловіків також старших 18 років.
Середній дохід на одне домашнє господарство  становив 49 062 долари США (медіана — 34 600), а середній дохід на одну сім'ю — 60 163 долари (медіана — 50 295). Медіана доходів становила 41 222 долари для чоловіків та 30 798 доларів для жінок. За межею бідності перебувало 22,7 % осіб, у тому числі 27,6 % дітей у віці до 18 років та 13,7 % осіб у віці 65 років та старших.
Цивільне працевлаштоване населення становило 5872 особи. Основні галузі зайнятості: освіта, охорона здоров'я та соціальна допомога — 28,8 %, виробництво — 12,8 %, роздрібна торгівля — 11,5 %.